# لکیچی
لکیچی (به لاتین: Lekići) یک منطقهٔ مسکونی در مونته‌نگرو است که در پودگوریسا کاپیتال سیتی واقع شده‌است. لکیچی ۱۹۳ نفر جمعیت دارد.